# オオカミさんシリーズ
オオカミさんシリーズは、沖田雅による日本のライトノベルシリーズ。イラストは第12巻まではうなじが担当し、第13巻のみzpoliceが担当。電撃文庫（メディアワークス→アスキー・メディアワークス→KADOKAWA）より2006年8月から2017年4月まで刊行された。2015年10月時点でシリーズ累計部数は145万部を記録している。
メディアミックスとして、『月刊コミック電撃大王』で2010年4月号から2012年10月号までコミカライズが連載された。また、2010年7月から9月にかけてテレビアニメ版が放送された。詳細は#漫画、#テレビアニメを参照。
本作は著者の沖田雅が「誰でも知ってるおとぎ話のキャラがライトノベルに出てきたら？」と思ったのがきっかけで誕生した。

## あらすじ
私立御伽学園に通う高校1年生の大神涼子と赤井林檎は、涼子に思いを寄せる森野亮士を仲間に加え、彼らの所属する御伽学園学生相互扶助協会（通称：御伽銀行）の面々と協力しながら、今日もやりたい放題世直しのために戦っていく。

## 登場人物

### 主要人物
声の項はテレビアニメ版の担当声優。
森野 亮士（もりの りょうし）
声 - 入野自由
本作の主人公。御伽学園高等部1年F組に在籍。モデル作品は『赤ずきん』（「オオカミを仕留める者」としての猟師。また、木こりや漁師も兼ねる）。中肉中背、身長も平均的と至って外見は平凡。目元は普段前髪で隠れているが、桃子やマチ子からは「結構かわいい顔してる」と評されている。叔母の雪女の下で、他の学生とともに下宿している。制服はほぼ改造なし。スレンダーな体、引き締まった体が好みで特に脚フェチを自称しており、涼子は彼の好みにどストライクとのこと。
人のいない田舎から出てきたため極端に視線に弱く、見つめられ続けるとパニックに陥る対人恐怖症及び視線恐怖症。そのため自然と気配を消す事を覚えた。視線がある時はヘタレ口調（〜ッス）だが、周囲からの視線がない時や、極度の激昂・興奮状態や飲酒によって他人の視線を意識しなくなった時には本来の深みのある男らしい口調になる。人目がなければ電話やネットでも男らしい口調になる。
マタギである祖父の影響からパチンコを使った射撃が得意で、持ち前の動体視力の良さもあいまって百発百中の腕前を誇る。救急救命処置の心得もある。
入学当初に周囲の人間観察を行う中で、涼子の外面と内面の違和感に気付いたことがきっかけで惚れていき、一週間の尾行ののち、一大決心で告白に踏み切る。林檎の茶々や涼子がはぐらかしたため有耶無耶になってしまうものの、喧嘩の絶えない涼子の「盾」になることを誓い、その際に林檎に勧誘され御伽銀行に入ることとなる。涼子の事が世界中のどんな女性よりも好きと公言し、彼女のためなら自らの体も張れる勇気と一途さを持っている。対人恐怖症・視線恐怖症の所為で基本的にヘタれているが、いざ彼女を守るためならば危険を厭わず、大胆な行動に出る事もある。故に涼子を危機を脅かす者、特に羊飼士狼を強く敵視している。
原作6巻において、猫宮の特訓のおかげで対人恐怖症と視線恐怖症を不完全ながら克服し、人前でもある程度行動できるようになった。それ以降も、涼子を守るために肉体強化のトレーニングを積んでいる。
涼子への告白や御伽銀行への入会を機に、存在感を希薄にしていた頃からクラスでの位置付けが変化し、クラスメイト達とも自然な人間関係を築くことができるようになり、特に涼子を丸くさせた彼の一途ながんばりや人柄から彼を応援する者も多い。また、桃ちゃん先輩の下僕達やジャックら紳士集団とは、それまで同世代の友人がいなかった彼にとっては大切な友達であり、傍から見ればいささか妙な形ではあるが固い友情を築いている。
死闘の末に羊飼士狼に勝利し、涼子の全てを護ると誓ったことで遂に彼女の心を完全に射止め、素直な彼女へと戻すことへ成功する。それ以降、涼子の前では前髪をオールバックにした「漢」モードがディフォルトとなった。プロポーズともとれる告白までするほどに涼子への想いは揺るぎないものとなっている。

大神 涼子（おおかみ りょうこ）
声 - 伊藤静
本作のヒロイン。地の文では「おおかみさん」と表記。御伽学園高等部1年F組に在籍し、御伽学園学生相互扶助協会（以下御伽銀行）の部員。モデル作品は『赤ずきん』（西洋の童話でよく悪役として描かれるオオカミ）。
子供も怖がる凛々しい目と、笑うと覗く犬歯をもつ少女。スレンダーな体型で美脚の持ち主であるが、本人は胸がないことへ深いコンプレックスを抱いている。制服は深いスリットとスカーフ、ベルトの他に特に大きな改造点は見られないが、林檎の手により様々に手が加えられている。ボクシングで身体を鍛えており、不良などを相手にする時は拳の部分が猫の形をしたメリケンサック（名称「ねこねこナックル」、製作者：マジョーリカ）をつける。
御伽学園中等部への転校以前、当時恋愛感情を抱いていた羊飼士狼に強姦されかけたうえ、誰にも信じてもらえないばかりか周囲から、逆に疑われ孤立してしまう状況に追いやられたことが強烈なトラウマとなり、他者への不信から誰に頼ることなく自分の身と心を守る為にボクシングを習い始めた。更には誰も近寄らせないよう暴力的な振る舞いや一匹狼の雰囲気を纏い、嘘で固めた「オオカミの毛皮」を被り続けている。そのため周囲からは敬遠され、凶暴といったイメージが際立っているが、内面は普通の女の子である。
外面とは裏腹に純粋な少女趣味が多々見られ、少女小説好きで、二重につめた本棚の奥に隠している。また、長髪は「切るのが面倒臭い」からと言うがそれは建前で、本当は女の子である部分を捨てきれなかったためである。突発的なアクシデントに遭遇すると非常に女の子らしいかわいい悲鳴を上げる（特にゴキブリが苦手で、第5巻ではあまりの恐怖に幼児退行してしまった）。動物好きだが特に犬が好きで、犬をエサにされて釣られる場面が多々あり、放っておいたらいつまでも遊んでいる。
ストレートに好意を向けてくる亮士に対しては、照れ隠しからアプローチを受けると殴る・蹴る・罵倒といったアクションで返してしまう、いわゆるツンデレな一面もある(もっとも林檎によれば亮士に対して心を許しているが故でもある)。学園生活や御伽銀行の活動を共にしていく中で、普段はヘタレでありながらも勇気を振り絞って物事に立ち向かっていく亮士の姿に、少なからず恋心を抱いてゆくようになる。
それまで隠そうとしていた「女の子」の一面を亮士によって（彼の涼子への好意ゆえの行動ではあるものの）ネット上で暴露されてしまってからは、「本当の自分」が学園生徒中の知るところとなったことで、それまで距離を置かれていたクラスメイト達とも少しずつ馴染むようになる。同じくして亮士に対する態度も変化しはじめ、亮士が自分以外の女の子との接触を目にするとかなり機嫌が悪くなるなど嫉妬を見せるようになる。紳士達からは良いツンデレとして暖かく見守られ、クラスメイト達からは「いつ大神がデレになるのか」と面白半分期待半分で見られている。
出会った頃から変わらず好意を向け続けてくれる亮士に対して、自分も亮士に惹かれていることを自覚し、彼を受け入れる最後の一歩を踏み出せない原因となっているトラウマを乗り越える意思を亮士に伝え、絆を確かめ合う。その後、因縁の羊飼士狼に襲撃され、自分に嘘をつくことで強さを保ってきた心を砕かれかけるも、羊飼との死闘に決着を付け彼女を救い出し、か弱い自分をも包み、ずっと護ると誓った亮士の想いを受け入れたことで、遂にオオカミの毛皮を脱ぎ棄て、ひとりの素直な女の子へと戻ることができた。晴れて亮士と恋人関係となり、二人きりの時は口調も女の子らしくなる「デレ」全開な姿を見せている。
赤井 林檎（あかい りんご）
声 - 伊藤かな恵
御伽学園高等部1年F組に在籍。モデル作品は『赤ずきん』および『白雪姫』の「毒りんご」。
高校生とは思えないほど小さい体と肩で切りそろえられた赤毛をもつ少女。フリルのスカートに体に不釣合いな大きなバスケットを持っていて、一部の生徒からは赤ずきんちゃんと呼ばれる。かわいらしい外見とは裏腹にかなり腹黒く、レディースコミックをカバー無しで読めるほどの厚顔無恥さで、学校帰りにもかかわらずアダルトゲームショップに入るなど普段の行動から考えられない行動を取ることもある（この時の亮士の質問の答えは無言だった）。パソコンで定期テストや体力テストの結果など個人のプライバシーを出すことができる（御伽銀行地下本店にあるパソコンと同じ働き）。語尾は「…ですの」。自身に戦闘能力はないが、スタンガンを常備している。制服は真っ赤なロリータ・ファッションにしてあり、2年生の宇佐見とロリコンおたくの人気を二分している。腐女子にして涼子限定で百合属性持ち。
生まれたときは母子家庭で、その頃の姓は「毒島」。2年上の白雪は異母姉。林檎（とその母親）が赤井家に入ったのと入れ替わりに彼女（と彼女の母親）が家を出たことから、自分が生まれたことで白雪を不幸に追いやってしまったとの罪悪感に苛まれ続けていた。憎からず思う一方で全ての原因でもある母から距離を置いて考えたかったこと、また白雪との関係を改善するため、単身で御伽花市へやってきており、御伽銀行への入会も三つの願い事を白雪への贖罪にすることを目的としていたからである。それまで林檎が逃げ続けてしまっていたが、白雪からの依頼を機に、涼子と亮士の活躍もあり、白雪の許容と、白雪の妹として自分の存在を肯定してもらったことで関係を修復することが出来た。
涼子の無二の親友と自負し、涼子からも深い信頼を受けている。涼子が中等部へ転入してきた際、偶然に、誰にも頼らず闘い続けている涼子の素顔を垣間見たことで涼子に惹かれ、地道に向き合い、孤独で壊れそうになっていた涼子の心を支え、解き解していった。それでも自分に出来たのは「友」として共に並び支えてあげるところまでであり、彼女を護り、素直な女の子へと戻してあげる「恋人」としての役目を亮士に期待している。そのため涼子と亮士の関係に何かと口を挟む姑のような立ち振る舞いもするが、その少なからずな部分は二人をいじって楽しんでいることもしばしばである。
桐木 リスト（きりき リスト）
声 - 野島裕史 / 佐藤聡美（女装時）
御伽学園高等部3年。御伽銀行の頭取（＝会長）。モデル作品はイソップ寓話の『アリとキリギリス』。
燕尾服を着用し、もやしっ子という言葉がしっくり来る体格をしている。頭取として御伽銀行の運営最高責任者の地位にあるものの、普段は仕事をしない非労働意欲の塊みたいな少年である。また普段は話がやたら長く、責任逃れをいつでもできるようにするために語尾が疑問形となっている。それでも頭取を任せられているのは飄々と過ごす傍らで諜報活動に暗躍しており、また有事には作戦立案、心理戦術など相応の力を発揮できる男である点が認められているからである。また立場上もあり表から裏まで広い範囲の重要人物と繋がりを持っている。
声帯模写で学園男女生徒の声を出し、あらゆる方面から知りたい情報を引き出せるというオレオレ詐欺の完全版がごとき特技を持つ。女装趣味も持ち合わせており、女装し声を変えれば誰も男だと分からない程の仕上がりであり、大衆心理の操作を同時に駆使することで学園美少女ランキングで1位を獲得している。変装のレパートリーには「噂好きのよっちゃん」（噂拡散用）など多彩なバリエーションがある。変装能力を駆使して敵対勢力に潜り込み、内部から突き崩すことを得意とすることから一寸法師の異名を持つ。
小学生のときクラスから疎まれ泣いていたアリスを励ますための苦策として、女装することでアリスを元気付けることに成功するが、それがきっかけで次第に女装にハマってしまい今に至っている。心が折れかかっていたアリスにギリギリまで気付かなかったことを今でも悔やんでおり、アリスが彼の尻を叩くような関係となった現在でも、幼い頃のアリスと交わした約束をちゃんと守り、支え続けている。アリスのうなじに見惚れているところを指摘されている他、テレビの前で高校野球をみて、手に汗にぎっているアリスはなかなか萌えるらしい。

桐木 アリス（きりき アリス）
声 - 堀江由衣
御伽学園高等部3年。御伽銀行の副頭取（＝副会長）。モデル作品はイソップ寓話の『アリとキリギリス』。
制服をまさに秘書、と呼べるスタイルに改造し、ショートカットとメガネが理知的な雰囲気を纏い、絶対零度の切れ目をもつクールビューティー。普段は仕事をサボるリストの代わりに御伽銀行を実質的に仕切っているが、緊急時にはリストのサポートに回る。リストとは幼馴染で従妹であり、普段は放蕩無気力なリストへの叱責やツッコミで気苦労が絶えない立場にあるが、内心ではリストを心底信頼しており、周りに誰もいないときにはリストのことを「りっくん」と呼び、言葉遣いもフランクになる。
御伽銀行の敏腕秘書として仕事のデキる人物、とのイメージが定着しているが、手荒い展開についていけない、下ネタに弱い、案外熱くなりやすいなどの弱点も持つ。また傍目からはリストとの関係をして「ダメ男にひっかかって将来苦労しそうなタイプ」と見られてしまっている。女装したリストが美少女ランキングで1位を取ったことには女としてのプライドを傷つけられており、女装状態のリストには殺意にも似た感情を抱くこともしばしば。意外にも大の高校野球ファンで、花咲からの依頼の際には、御伽学園の甲子園初出場の為にと並々ならぬ闘志を燃やしている。
小学生のころ持ち前の真面目で融通の利かなさからクラスで疎まれていたのを、リストに慰められ、励まされた過去を持つ。その際に「ずっと側にいてほしい」とリストと交わした約束（ただし女装時）を、現在もちゃんと守ってくれているリストを異性として意識している部分もあるが、何かと真意の掴みづらい彼の態度に時にヤキモキしつつも、互いを大切にしあう関係が続いている。

鶴ヶ谷 おつう（つるがや おつう）
声 - 川澄綾子
御伽学園高等部2年。モデル作品は『鶴の恩返し』（若い男が鶴を助ける「鶴女房」の類型）。
美しい黒髪ロングヘアーに服装はブレザーを改造したメイド服で、恩返しをすること、見ることにも至福を覚える少女。普段は御伽銀行の部室や校内を掃除して回ることや、校内で活動している生徒に差し入れなどを行っており、優しく慈愛に持ちた彼女を慕う者も多い。掃除などで持っている箒はマジョーリカ特製で鉄板が仕込まれており、荒事では意外な戦闘力を発揮する。まさにメイドさんといった容姿に加え美乳持ちでもあり、学園のオタク達からは絶大な人気を誇る。
リスト達に助けられた過去を持ち、その恩を返すため御伽銀行に所属する。彼女が恩返しに異常なまでに固執する理由は、昔大好きだった近所のお兄さんが、交通事故に遭ったおつうを身を挺して救ったが、彼へその恩を返す前に帰らぬ人となってしまったことで、大好きな人に恩を返せなかった後悔をトラウマ的なまでに思いつめているためである。第2巻では飛んできた野球ボールに直撃されそうになった所を亮士に助けられ、その恩返しとしておかし荘に住み込み亮士に夜のご奉仕までしようとするほどにエキセントリックな行動に出ることさえある。その後1年生組の説得で多少トラウマは緩和されたが、ことあるごとに恩返しの気配を嗅ぎつけては学園中を飛び回っている。
リストの構想によれば、同学年のもう一人が奔放過ぎるマジョーリカということもあり、次代頭取は彼女が指名されるようである。

マジョーリカ・ル・フェイ
声 - こやまきみこ
御伽学園高等部2年。キャラクターのイメージは「魔女」で、名前（姓）はモーガン・ル・フェイ（『アーサー王物語』の魔女）から。
通称：魔女さん。御伽銀行地下本店で怪しげな実験をしていて、立場的には備品担当。服装は黒衣のブレザー（丈が長すぎローブのようになっている）ととんがり帽子、牛乳瓶底ぐるぐる眼鏡という正統派魔女ルック。西洋系である両親譲りのストレートの金髪と碧眼を持つが、両親の日本好きが高じて言語中枢も国籍もバリバリの日本人で英語が話せない上に、語尾は「～ヨー」と間延びした口調になる。普段は魔女ルックに隠れてはいるものの実はトランジスターグラマーでかなりの巨乳（第8巻現在でおつう以上、桃子以下）、さらに瓶底眼鏡の下はかなりの美少女。第10巻で女子寮を追い出され、おかし荘に移り住むことになる。
並外れた頭脳と感性の持ち主で、さらに生まれ持った風貌と生まれ育った内面とのギャップも相まって、世界のどこにいようと人の輪から浮いてしまう異端児であり、本人もそれを自覚している。その奇妙な言葉遣いや性格は全て演技であり、素の状態においても決して周囲に溶け込むことがない自身の異質さを誤魔化すため、あえてわかりやすい「変人の皮」を被って周囲を煙に巻いている。その本性に気付いているのはリスト、(直接的描写はないものの)おつう、亮士（第10巻にて勘付く）の3人だが、御伽学園は基本的に変人が多いので特に気にも止められず、周囲からは「野良猫を見ている感じ」として見守られている。あまりに独創的・奇天烈な発明で場をカオスに巻き込むこともしばしばだが、亮士のスリングショット用弾丸や防刃チョッキなど重要度の高いアイテムも数多く開発し御伽銀行の活動を支えている。
テレビアニメ版のキービジュアルやグッズ等の版権絵では、なぜか彼女がラスボス（地球の上に立つ他のキャラクターの後ろで、一人大きく写り地球侵略を目論むかのような構図）のように描かれている。

浦島 太郎（うらしま たろう）
声 - 浅沼晋太郎
第1巻第八章で初登場。章最後に御伽学園高等部1年F組に転入。第2巻から御伽銀行に所属。アニメでは亮士が所属する前から御伽銀行に所属している。モデル作品は『浦島太郎』。
大変な女好きであるが、紳士的に、女性を大切にすることを信条とするフェミニストでもある。本人は「竜宮流房術」〔用語に記載〕を極めるためと言っているが、実質は一年もの間ナンパの旅に出ていたため年齢は涼子達より1歳年上である。特技として女の子を見る眼が非常に高く、将来性をズバリ見抜くなど作中でも枚挙に暇がない。更に服の上から誤差1cmでスリーサイズを見極めることが出来る。また、この手のタイプの男性キャラは比較的嫌われやすい傾向にあるが、行動があまりにお馬鹿なためか、男子の同級生の友達も多く、亮士もその一人である。
小学生の時に乙姫の素質を見抜き励ましたことで、中学3年時に劇的に変わって再び現われた乙姫に惚れ、晴れて恋人同士となり親公認の仲となるも、乙姫の性格やスペック、その親のおおらかさが災いし、乙姫に溺れに溺れた挙句、腎虚を患ってしまう。乙姫に邪な部分を吸い取られると元の素の部分が出て非常に紳士的になる。また乙姫の「攻め」に対抗するため体を鍛えている他、竜宮流房術を習得する過程で人体の構造を学んだ副産物でかなりの格闘能力を手にしており、荒事要員として戦力にもなっている。
基本的に男に触れることを嫌うがフェチ仲間（亮士含む）に対しては優しく、義理堅い一面を見せる。またプレイボーイを気取ってはいるが、第6巻では内密に乙姫の写真を手に入れるために奔走しており、乙姫に対する想いが強い一面も見せる。

竜宮 乙姫（りゅうぐう おとひめ）
声 - 豊崎愛生
第1巻第八章で初登場。章最後に学園長に直談判し浦島と同じクラスになる。第2巻から太郎に付いて御伽銀行に所属。アニメでは亮士が所属する前から御伽銀行に所属している。モデル作品は『浦島太郎』（亀のイメージも加えられているのは『御伽草子』版浦島太郎では乙姫が亀の化身とされていることから）。
「性産業の雄」竜宮グループ代表の一人娘。左右をリボンで束ねたロングヘアで、左目に泣きボクロがある。竜宮一族の女性の特質である、非常に一途・健気で寂しがり屋、そして常識を遥に超えた絶倫という面を例外なく受け継いでおり、恋人である太郎に愛し尽くすあまりに、逃げる太郎との追いかけっこが日常となっている。浮気へのおしおきは勿論、太郎のささやかな愛情表現でも感激のあまり発情してしまうため、太郎がイロイロ吸い尽され白くなっている姿は日常的に見られている。
昔は太っていてドジだったことから「亀子」とあだ名されいじめられていたが、本質を見抜いた太郎の優しい言葉に一念発起し、容姿や姿勢・立ち振る舞い、身だしなみは勿論、内面も正しくあるよう心がけ様々な教養を身につけ、「最高の女」となって中学3年のとき太郎に告白し、晴れて恋人となった。しかし母親の計らいで、教養課程の中に竜宮グループの傘下から「アレ」な人たち（キャバ嬢・ホステス・ソープ嬢）の技術が組み込まれてしまったため、竜宮グループが生み出した「女」の最高傑作となってしまい、太郎を腎虚にまで至らせ、命の危険を感じた彼に中学校を卒業する頃に逃げられてしまい、一年間の追いかけっこの末、御伽花市で捕獲に成功するが、その間は太郎と同じクラスになるためにと留年している。 原作では太郎が編入してきた際、クラスが違うことを学園長に直談判しに行き12時間にも及ぶ「説得」の末、同じクラスにしてもらう。この事件は学園の伝説の一つとして語り継がれている。
過去の自分の写真を常に携帯しており、自戒として常に女を磨き続けることを信条としている。御伽銀行に所属してからは、過去の自分のように自信が持てない女の子たちを輝かせることに喜びを覚えるようになり、また学園の女子達からも師として仰がれている。一部の女子が彼女をソッチ方面の師として仰いでいることもあり、太郎が学校の何処にいようと追い詰めることができる包囲網が築かれつつある。

### 御伽学園生徒・職員
荒神 洋燈（あらがみ らんぷ）
声 - 斧アツシ
モデル作品は『アラジンと魔法のランプ』（ランプの魔人）。御伽学園の創設者であり学園長。また大財閥「荒神グループ」の代表。
新しく社会に入る人間が使えない人材ばかりであることに怒り、使える人材を育てるために御伽学園を創設した張本人。学園の様々な行事などに関わる。また学園内からも生徒を監視、操作するため御伽銀行を創設する。要するに、御伽学園の裏のボス。ついでに御伽花市のボス。
莫大な資産と人脈と権力を持っており時折厳しさも見せるが、女好きかつ悪趣味（学園祭の金券に自分の顔を印刷するなど）であるため生徒からは「エロ爺」などと呼ばれあまり尊敬されていない。
雪女やリストなど学園長の監視下、保護下にあることを快く思わない生徒もいる。
御伽銀行を勤めあげたメンバー全員にはそれぞれ3つの願いが叶えられることを約束している（基本的に卒業後）。

白馬 王子（はくば おうじ）
第1巻第五章登場。御伽学園高等部に在籍していた。キャラクターのイメージは「白馬の王子」。
ボクシング部部長で、アマチュア全国大会の高校生チャンピオン。学園の運動部が所属する体育会の重鎮。御伽学園ミスターコンテストで1位だった、名の通り王子様スマイルが良く似合う男。
最終章で正体を現し、鬼ヶ島高校の不良を使って涼子を襲わせ、ピンチに現れるヒーローを演じて自分の物にしようとした。またアマチュアに留まったのは、プロになると強い相手がいて自分が勝てないからという理由だった。
最終的には頭取達に連行され、社会的に抹殺されたのち御伽学園から追放された。
アニメでは登場していない（不良を嗾けたのは羊飼士狼に変更）。
灰原 かかり（はいばら かかり）
声 - 早見沙織
第1巻第七章に登場。御伽学園1年生。モデル作品は『シンデレラ』。
大路 明弘（おおじ あきひろ）
声 - 赤羽根健治
御伽学園2年R組。モデル作品は『シンデレラ』。通称「テニスのおーじさま」。
吉備津 桃子（きびつ ももこ）
声 - 甲斐田裕子
第2巻最終章に登場（第1巻で名前のみ登場）。御伽学園高等部の風紀委員。モデル作品は『桃太郎』。苗字は吉備津彦命（桃太郎のモデルの一人）からきている。
風紀委員なのに風紀に真っ向から喧嘩を売るような制服（ヘソ出しミニスカセーラー服）を着用する女子高生。愛称は桃ちゃん先輩。胸が女子高生レベルではないほど大きく、涼子や林檎曰く「反則」。極度な快楽主義者で快楽追求に余念がなく、目に付いたら他人の不遇すら無視できない。風紀委員をやっているのはその一環として自分にとって快適な生活環境を維持するためである。両刀使いで腕前は「一度でも相手をするとコロっといっちゃう」という。中等部のころ涼子を気に入り、自分の子猫ちゃんにしようと付きまとう。また亮士のことも気に入っているようで、彼に対しては過剰なまでのスキンシップを行っている。犬（犬塚）・猿（猿渡）・雉（雉野）の下僕がいる（加えて浦島君もその仲間である）。
犬塚（いぬづか）
声 - 松岡禎丞
第2巻最終章で登場。モデル作品は『桃太郎』。桃ちゃん先輩の下僕その1。違いがわかるマゾ。また痛みを強さに変えることが出来る男。かつて桃ちゃんのダブルきび団子による『甘美なる痛打』を食らいマゾとおっぱいに覚醒。下記の猿渡、雉野と共に義兄弟の契りを交わし「おっぱいサミット」という頭の悪い会議の主要メンバーとなる。
野球部では正捕手を務め、花咲の女房役として、部活や試合で剛速球の衝撃を思う様堪能している。また、確実に球を受け取り快感を得るために、相手チームの研究は欠かさない（打たれると受けられる球数が減るため）。
おバカキャラだが、受ける球によってピッチャーのコンディションや精神状態、意気込みが分かったりするため、才能はある（曰く、「違いの分かるマゾ」）。将来の夢はプロ野球選手になって様々な投手の球を受ける事だという。
猿渡（さるわたり）
声 - 金光宣明
第2巻最終章で登場。モデル作品は『桃太郎』。桃ちゃん先輩の下僕その2。かなりの巨体。
雉野（きじの）
声 - 青木強
第2巻最終章で登場。モデル作品は『桃太郎』。桃ちゃん先輩の下僕その3。モヒカンヘアで、作者曰く「雉というより鶏」。
宇佐見 美々（うさみ みみ）
声 - 釘宮理恵
第2巻に登場。御伽学園高等部2年。モデル作品は『ウサギとカメ』。名前の由来はウサミミ。背の低いロリ属性で、清純可憐な外見とは裏腹に黒いという林檎とキャラが被っている少女（よく地の文や周囲からも指摘され、そのたびに林檎と声を合わせて否定する）。小学校のころクラスメイトの乙姫をいじめた過去を持つが、その頃は家の事情と乙姫の境遇に苛立っていたためで、本来気に入らないことがあれば直接口に出し、自分で悪いと認めた事には真摯に頭を下げられる、強かで潔い性格。
五人姉弟の一番上の姉で、弟妹達のためにクーラーを手に入れようと必死になるなど、家ではいいお姉ちゃんのようである。第6巻にて乙姫と和解、以後ライバルとして関係は続く。
陸上でオリンピックに出て金メダルを獲ると言う夢（正確に言うとその金メダリストというネームバリューを利用する夢）を持っている。本気かどうかは不明ではあるが、スポーツ推薦で大学進学を決めたり部活に比較的真面目に参加していたりするなど単なる冗談では無いらしい。
下桐 すずめ（したきり すずめ）
声 - 矢作紗友里
1巻より登場しているが、絵での初登場は8巻。モデル作品は『舌切り雀』。御伽学園放送部の部員。自称「天使のさえずり」。昼休みの放送や、御伽学園主催の大規模なイベントの司会などで登場する。そのため学園長とも顔見知り。ハイテンションなアニメ声が特徴で、文中での彼女の発言には語尾に「☆」・「★」が付く（一応、普通の声も出せる）。また非常に腹黒く、発言も毒舌。放送中にあまりに発言が過激になりすぎると、部長に舌を引っ張られて放送を中断させられる。
地蔵 亜美（じぞう あみ）
声 - 高橋美佳子
本作のサブヒロイン。第3巻に登場。第9巻（スピンオフ）ではメインヒロイン。御伽学園高等部2年。モデル作品は『笠地蔵』。宇佐見とは同じクラスで、クラス委員長。艶やかな黒髪に白い肌、母親譲りの眼力抜群な切れ長で凛々しい瞳という、涼しげでお堅い雰囲気の漂う美少女。しかし、傷つきやすく落ち込みやすい一面もある。クールビューティ6人姉妹の末っ子。家事は全般的に得意。
家族の影響から、若い男性が極端に苦手。また、「肌を見せるのははしたない」という理由で夏でも冬服を着るなど、偏った貞操観念をもつ。父親が鍵屋のためか、ピッキング技術を身につけている。学校では優等生そのものだが、放課後にある秘密を抱えている。
花咲 仁（はなさき じん）
声 - 山口太郎
第3巻・第9巻（スピンオフ）に登場。御伽学園高等部2年。モデル作品は『花咲か爺さん』。野球一筋の高校球児で野球部のエースピッチャー。甲子園出場の立役者となるほどの実力者だが、高校生とは到底思えない老けた外見と物腰のせいでミーハーなファンが寄り付かない。一人称は「ワシ」。
作中でも度々地の文で「枯れている」と表現されるほどの図太さと冷静沈着さ、達観振りを見せ、男前過ぎる気配りスキルも併せ持つファザコン殺し。ただし中身は制御が出来るだけで年相応に性欲もある。ある時期から、正体不明の通い妻による炊事洗濯部屋掃除まで完全無欠の生活サポートを受けるようになり（通称『花咲さん家のブラウニー事件』）、謎の不法侵入者の調査依頼のため、御伽銀行の門を叩く。
彼の放つ球は涼子の動体視力をもってしても全く見えない程に速い。
豚田三兄弟（とんださんきょうだい）
声 - 丹沢晃之（長男・高（たかし）） / 最上嗣生（次男・広（ひろし）） / 乃村健次（三男・太（ふとし））
御伽花市のグルメ情報誌刊行を活動内容とする、御伽学園美食クラブの創設メンバー。モデル作品は『三匹の子豚』。
御伽学園三大デブ（3人合計400kgオーバー）の通り名を持つ三つ子。長男は語尾に｢ブー｣、次男は｢ブヒ｣を付けて喋り、三男はボス口調だが普通の語尾。活動が滞ったことによる同好会への格下げ処分に反発し、断食ならぬ断風呂デモによって部室棟を悪臭地獄に変え、占拠してしまう。生徒会からの依頼を受け潜入した涼子達に対して、パーティーゲーム形式の勝負で立ちはだかるものの、りんごの機転により宮崎駿ネタ満載でこき下ろされつつ撃退される。事件解決後は御伽銀行のアフターケアもあり部の活動を再開している。
ヘンゼル & グレーテル
声 - 岡本信彦（ヘンゼル） / 井口裕香（グレーテル）
御伽学園高等部生徒会の会長と書記を務める双子の兄妹。モデル作品はグリム童話の『ヘンゼルとグレーテル』。
ドイツ人と日本人のハーフ。あからさまに兄妹の一線を超えており、下宿先であるおかし荘でも隣部屋だったのを壁を破壊してスイートルーム（文字通りの意味）にしてしまった。兄妹にとって互いの事以外は無関心であり他人などどうでもいい存在として十把一絡げの扱いだが、それが誰に対しても公明正大な態度であると周囲には捉えられているため、ヘンゼルは公平かつバランス感覚を求められる生徒会長には適任な人物として高い評価を得ている。グレーテルも本来は副会長に推薦されていたが兄妹で生徒会を牛耳っているイメージがつくのを嫌って辞退した。
もっとも、グレーテルはともかくヘンゼルはこの異常なまでの共依存の関係を多少は何とかしなければならないと思っているらしく、秘密裏に御伽銀行に依頼を持ち込んだことがある。
白雪 姫乃（しらゆき ひめの）
声 - 福井裕佳梨
第5巻に登場。御伽学園高等部3年。モデル作品は『白雪姫』。美人でスタイルも性格も人当たりも良く、ミス御伽学園コンテスト1位にもなっている。唯一の欠点はくいしんぼうなこと。母親が再婚して生んだ7人の弟妹（七つ子）がいる。頭も悪くないが家計への負担を考え、進学せずに就職しようとしている。
林檎の異母姉にあたり、林檎（とその母親）が赤井家に入ったのと入れ替わりに彼女（と彼女の母親）が家を出たことから、彼女の依頼に最初は林檎が避けていた。一方、彼女の方も林檎のことを気にかけていて、プールで溺れて林檎に救われたことから二人の間のわだかまりが消えた。その後、林檎が荒神学園長に自ら頼み込んで、彼女に奨学金が支給されることになった。
ジャック
第5巻に登場。御伽学園高等部3年。モデル作品は『ジャックと豆の木』。園芸部部長で小柄な背丈とそばかす顔、作業用オーバーオール型の改造学生服が特徴。「ジャック」とは、御伽学園創設初期から秘密裏に進められて来た「とある計画」の責任者として、歴代の園芸部部長が継承してきた称号であり、本名は不明。作者曰く『カリスマのある馬鹿』。
火村 真知子（ひむら まちこ）
声 - 佐藤聡美
第4巻に登場。御伽学園高等部2年で涼子や林檎、亮士のクラスメイト。モデル作品は『マッチ売りの少女』。
成績はそこそこ良く奨学金を貰っている。父親が作った借金で貧乏になり毎日バイトに励んでいる。バイトの途中、おかし荘から出てくる亮士を見て「大きな家（おかし荘）から出てきた＝お金持ち」と連想し一目惚れする。亮士にアタックするためにベタな出会い方（パンを咥えた真知子と亮士が通学路でばったりぶつかる）をする。それから亮士を「ダーリン」と呼び、涼子に宣戦布告する。
御伽銀行（とOBの弁護士）の協力で親が作った借金を帳消しにしてもらった（親は真知子のバイト代を持って逃げてしまったが、真知子は探す気はない）。その後、おかし荘の6号室（亮士の部屋の隣）に引っ越す。歓迎パーティーの時、亮士に告白しようとするが亮士が涼子の話ばかりするので諦める。しかし、それでも亮士の優しさ、強さを知り一層好意を寄せる。
涼子に亮士の事をどう思っているのか尋ねた時は一見諦めるような発言をするが、自分はまだ亮士の事が好きだから諦めないと改めて宣戦布告する。
木崎 まとい（きざき まとい）
第5巻に登場。御伽学園高等部3年。モデル作品は『はだかの王さま』の(女)王様。
一見は容姿端麗の美人、実は学生達の間で広まっていたストリーキングの犯人で、犯行理由が「自分に注目して欲しいから」というもの。巨乳の持ち主で亮士に鼻血を出させるほど（涼子は不機嫌になったが）。スタイルはモデル並み（冷静が地のアリスですら驚愕した）。
アパートに住んでいる。親からは育児放棄され、生活や身だしなみに関する基本的、常識的なことを知らずに今まで生活してきたためだらしない（例を挙げるならシャンプーを知らず石鹸で髪を洗う、下着をつけない等多数）。部屋はゴミだらけで涼子を筆頭に林檎、乙姫、亮士で片づけたが、乙姫が手配したトラック数台分にもなった。また、そこに出現したGを素手で掴むほど日常化していた様子（掃除後バルサン使用）。乙姫の指導のもと女らしい礼儀作法や仕草等を学び、夏休み明けの学園では注目の的になる。
猫宮 三郎（ねこみや さぶろう）
声 - 梶裕貴
第6巻に登場。御伽学園高等部3年。背は低く後輩と勘違いされやすいが、かなりの美青年。通称・猫さん。モデル作品は『長靴をはいた猫』。
人助けをするのが趣味。林檎曰く、御伽銀行の商売敵。アニキと呼ばれるほどおおらかな性格。すばしっこくなかなか捕まえることができない。素早さを生かし放たれるキックは強力で鬼ヶ島高校の不良たちを一発でダウンさせるほど。台詞の語尾が「ニャ」になることがあるがこれは単純に噛んでいるだけで、その際本人は何事もなかったように言いなおす癖を持つ。
亮士に対人恐怖症克服の特訓をして、これにより亮士は人前でもヘタレなくなった。過去に不良に絡まれていた自分を助けてくれた涼子を見捨てて逃げたことを恥じており、その反動として見返りなく人助けをするようになった。本人は十分な強さを身につけながらも涼子に顔を合わせることができなかったゆえに、対人恐怖症でありながら涼子に向き合い告白した亮士のことを尊敬している。
田貫 まこと（たぬき まこと）
第8巻に登場。御伽学園高等部2年。モデル作品は『分福茶釜』と『かちかち山』のタヌキ。
少々化粧が濃いもののタヌキの耳のように結った髪とたれ目、ハスキーボイスの持ち主で涼子と同じくらい背が高い。一見するとゴージャスなひらひらのドレスが印象的な美人に見えるが、実は男。自称「恋多き乙女」。
宇佐見の紹介で御伽銀行に恋の相談にやってくるが、前述の理由でいつも恋が実らずにいる。反面、芯の通った男を見抜く眼力には優れ、過去に惚れた男達に恥じぬよう、常に『後腐れのない良い女』であるよう勤めている。
彼が認めた男は総じてレベルが高いため、玉砕した男子は皆、女子から告白されている。
ちなみに男らしさを全く持っていないわけでは無く、美々と間違いを起こした時は断髪してまで責任を取ろうとした（すぐに美々の勘違いである事が判明し、お流れとなったが）。
白鳥 真昼（しらとり まひる）
おかし荘に住む御伽学園高等部1年。モデル作品は『みにくいアヒルの子』の白鳥。名前は第2巻で登場しており、第10巻にてようやく出番が回ってきた。
両親はすでに亡くなっており親戚の家に引き取られる。重度の近眼のため眼鏡を常用しているが、眼鏡を外すと実は同年代の子と比べて抜群のスタイル・顔立ちと他の女子と比べ物にならないくらいに優れた容姿の持ち主。しかし、それが原因で同い歳の従姉妹、阿比留奈美子と仲が悪くなり家を出て、おかし荘に住むことになる。他の女子と比べられることを嫌い、前髪を伸ばす等だらしない恰好をしていた。食事時には顔を出すが普段は目立たないようにしている。そんな真昼を見兼ねた阿比留が御伽銀行へ依頼をする。
過去の阿比留との一件以来、性格にかなり問題があるが、雪女に「あの子(真昼)と容姿だけで比べられたらこの世の女の99.999%が負ける」と言わせるほどの美人。ナルシストの林檎も負けを認めたほど。作者曰く「白鳥さんはオオカミさんシリーズに登場する女性キャラの中で一番美人」（第10巻あとがきより）。

### 鬼ヶ島高校
羊飼 士狼（ひつじかい しろう）
声 - 諏訪部順一
第2巻最終章で登場。鬼ヶ島高校の生徒会長にして、生徒達の頭を張る。モデル作品は『オオカミ少年』。
表面的には非常に紳士的だがヤンキー集団を纏め上げるだけの黒さと頭脳、実力を持つ。過去に涼子を襲ったことがある（未遂）。作者曰く「ラスボス」。リスト曰く「相手にすると最も怖いタイプ」。
長い事不良のボスとして君臨し好き勝手するものの、それが原因で立場が悪化し、最後の企みとして無防備になっていた涼子を誘拐。亮士に一対一の決闘を申し込む。死闘を繰り広げ、亮士の武器のパチンコを無力化するも、フェイントからのインファイトに持ち込まれ敗北。御伽花市を追放された。
投げナイフの使い手で、構える事なく正確に対象に命中させる事ができる。
三国 麗狐（みくに れいこ）
声 - 中原麻衣
第2巻最終章で登場。士狼の恋人。モデルは『九尾の狐』。美しい女性ではあるが、曰く、破滅をもたらす美しさ。
御伽銀行のメンバーの前に登場し、士狼から逃げる手助けを要請したが、実は士狼と共謀して鮫島・鬼塚・真王達を誑かし御伽銀行のメンバーを襲撃させた。最終的には破滅を選んだ士狼について行けず、鬼ヶ島を去った。
アニメでは苗字は、九尾(ここのお)。
鮫島（さめじま）、鬼塚（おにづか）、真王（まおう）
第6巻で登場。鬼ヶ島のランク上位に入る不良。士狼の策略で麗狐に誑かされて御伽銀行のメンバーを襲ったが返り討ちにされた。それが問題になった為、首謀者である彼ら三人は御伽花市から追放された。彼らが居なくなったことにより士狼は鬼ヶ島高校を完全に掌握することに成功した。作者曰く「噛ませ犬三人衆」。
ボス
声 - 三宅健太

### その他の登場人物
中田 一郎（なかた いちろう）
声 - 宮坂俊蔵
第1巻第一章に登場。
とある女性をストーカーしていてその女性から御伽銀行に依頼があったため、涼子にぼこぼこにされた男。リストによると大学部に形だけ在籍していたエセ学生。
作中の呼び名は、ちんぴらA→生物（なまもの）→中田さん→愛の戦士（と書いてルビは「ストーカー」）というようにジョブチェンジした。
熊田（くまだ）
声 - 高岡瓶々
涼子の通うベアーボクシングジムを経営する、はげでひげ面で眼帯のおっさん。モデル作品は『森のくまさん』。
明らかにとあるボクシング漫画を意識した風貌で、「おやっさん」と呼ばないと怒る。
エリザベス&フランソワ
亮士の飼っている白と黒の秋田犬姉妹。黒い方がエリザベスで白い方がフランソワ。猟犬として躾けられており、亮士曰く「美人で賢い」。犬派の涼子とは大の仲良し。亮士の夢では黒髪ロングとプラチナブロンド縦ロールの美女メイドとして現れ、亮士の伴侶についての議論を交し、涼子を一番の有望株と定めた。雌であるのに名前がフランソワである理由は不明（フランソワはフランス語で男性の名前であり、女性の場合はフランソワーズ）。
よひょう（漢字不明）
第2巻第一章で登場（名前は後書きより）。モデル作品は『鶴の恩返し』。おつうが小さい頃大好きだった年上（当時）の少年。
おつうをかばって車にひかれ、おつうが恩返し出来ないまま帰らぬ人に。この出来事が、おつうの今のような恩返しマニアとなった原因。
金太郎（きんたろう）
第2巻第三章に登場。モデル作品は『金太郎』。熊田さんの甥っ子。小学6年だが身長170cmの偉丈夫。涼子の強さに惚れ「姐さん」と呼び慕う。
村野 雪女（むらの ゆきめ）
声 - 生天目仁美
亮士の叔母で、少女向け小説を書く傍ら「おかし荘」と言う学生用の下宿を営む。御伽学園の卒業生で、在校中は御伽銀行に所属していた（3年時には会長）。モデル作品は『雪女』。
「おかし荘」は彼女の趣味で営んでいるため家賃は驚くほど安いが、彼女が気に入った人しか入居できないので部屋は半分近く空いている。林檎と仲がいい。涼子は彼女の小説の大ファン。夫である若人に対し「絶対に浮気しない（自分以外の女性に心を移さない）」ことを約束させている。第10巻で、若人の子供を妊娠する。
小説の文から繊細なイメージを与えるが本人はおおらかで大雑把な性格でギャップに差がありすぎるとよく言われるが本人は気にしていない。なお小説を書き始めたきっかけは自分が乙女であることを友人たちに理解させるためだという。
御伽銀行を勤めあげたメンバーには3つの願いが叶えられることを利用し、洋燈を殴り伝説（洋燈を殴った学生）を作った張本人。残りの願いは「おかし荘」を建てる時の斡旋など。
村野 若人（むらの わかと）
声 - 宮坂俊蔵
雪女の夫。村野家と「おかし荘」の家事全般を担うスーパー主夫。スナイパー若人。同じく御伽学園の卒業生。学生時代はリーゼント頭の不良で、「地上最強の村人A」の呼び名で有名だった黒歴史を持つが本人は気にしていない様子で、むしろ笑っている場面が見られる。雪女の家の近くで行き倒れている所を雪女に助けられた過去を持つ。雪女に貸しを返そうと雪女の仕事、雑用、貸しの強制返済などをやり、後に御伽銀行に正式加入した。
雪女の仕事に付き合ううちに恋心を抱くようになり当時の鬼ヶ島高校の番長と雪女を賭けて勝負することになり、勝利して付き合うことになった（既にこの地点で雪女も若人の事を想っていた）。数日後、あらかじめ「所有権」を放棄した上で、交際の申し込みを飛ばしてプロポーズした。学園を卒業後、即入籍し現在に至る。
北村 風男（きたむら かぜお）
洋燈を支え、洋燈と共に荒神財閥を育て上げた人物。洋燈と仲が良くエロ仲間。モデル作品は『北風と太陽』の北風（太陽は洋燈）。
第4巻に登場したエロ爺。夏に行われた「御伽学園女子対抗我慢対決」（暑さの我慢比べ）の主催者の一人。
根角 忠太郎（ねずみ ちゅうたろう）
声 - 寿美菜子
第4巻に登場。根角住宅の御曹司。根角家の家訓で、12歳までに嫁を決めなければならないため、御伽銀行に嫁探しを依頼する。モデル作品は『ねずみの嫁入り』。
幼馴染の初華とは相思相愛の仲であったが、彼女が別の好きな人がいるという風の噂を聞いたため、嫁探しを依頼した。後に初華の本心を聞き、お互いに想いを交わした。
初華（ういか）
声 - 金元寿子
第4巻に登場。忠太郎の幼馴染で、彼に恋心を抱いている。
ハーメル
声 - 青山穣
根角家の執事。魂の名前はセバスチャン。モデル作品は『ハーメルンの笛吹き』。一言どころか二言も三言も多い。おつうさんとは執事とメイドで通じ合えるものがある。
初華のためにと本心を確かめず嫁探しをしようとした忠太郎に、リストと画策した嫁探しで自身の一番大切な人が誰かを理解させる。
有能ではあるが毒舌家で、嫁探しの際候補にあげた女性陣をことごとく扱きおろした。

## 用語
御伽花市（おとぎばなし）
かつて政財界にその人有と謳われた現御伽学園学園長・荒神洋燈が、使えない人材ばかりの社会にブチ切れた末に、過疎化に悩む一地方の街を財力・権力・人脈総動員のテコ入れで創り変えた一大学園都市。幼等部から大学まで備えるマンモス校・御伽学園をはじめ、上質な学習環境が整えられた学校が林立し、学生向けのレジャー施設も多数擁する。更に学生の自主性や人間性を磨くため、日常に適度な波乱を起こす必要悪として、鬼ヶ島高校や御伽銀行を設置する等の秘密裏の目論見により、毎年多数の有能な人材を社会に輩出している。
御伽銀行（おとぎぎんこう）
正式名称「御伽学園学生相互扶助協会（おとぎがくえんがくせいそうごふじょきょうかい）」。絶対の信頼と恐怖をもって御伽学園に君臨する何でも屋、正義の味方、学生の守り手、社会不適合者の吹き溜まり。活動内容は生徒同士でお互いに助け合い協力して学園生活をよりよくし、生徒たちに充実した学園生活を提供すること（第1巻本文より）。実際は生徒たちに「貸し」を作り、後にそれと同等の「貸し」を協会に帰す（耳寄りな情報を教えることも可）という銀行のような事をしている。大抵「貸し」を返してもらうのはその「貸し」た生徒が卒業し社会人になってからでほとんどの人が相応の「貸し」なのと昔を懐かしむということから返してくれるが、返してくれない場合は嫌でも返すような状況にする。トップは頭取のリストだが、本当のトップは学園創始者の洋燈。外見は風が吹いただけでも崩れそうな古い建物だが、地下には秘密基地のように隠された（入り口は食器棚の裏）豪華絢爛な空間がある（ここを会員は地下本店と呼んでいる）。地上の部室（部員はここを支店と呼ぶ）客の相手などは各1年組・2年組・3年組の当番制。
竜宮流房術（りゅうぐうりゅうぼうじゅつ）
竜宮家（性や18禁と名のつく産業にはほとんど手を広げている竜宮グループの代表）に代々伝わる技術の総称。竜宮の女を娶った男たちが対竜宮の女達用に作った技・戦術・弱点の全てを集めた。太郎はこの術を極めるために武者修行に出たと言っている（本音は将来はまだしも今はまだまだ遊びたいため）。
願い事
荒神洋燈が御伽学園学生相互扶助協会のメンバーと取り交わした約束で、1年間御伽学園学生相互扶助協会を務めれば学園を卒業する時に願い事を叶えるというもの（つまり、3年間勤めあげれば願い事は3つとなる）。願い事の例としては「留学したいから援助を」「荒神グループが欲しい」「お前（荒神洋燈）を殴らせろ」など様々で、叶えられる範囲内でその願い事を叶えている。

## 既刊一覧

### 小説
- 沖田雅（著）・うなじ（1 - 12巻イラスト）・zpolice（13巻イラスト）、メディアワークス→アスキー・メディアワークス→KADOKAWA〈電撃文庫〉、全13巻
  - 『オオカミさんと七人の仲間たち』、2006年8月25日初版発行（8月10日発売[9]）、ISBN 4-8402-3524-4
  - 『オオカミさんとおつう先輩の恩返し』、2006年12月25日初版発行（12月10日発売[10]）、ISBN 4-8402-3643-7
  - 『オオカミさんと“傘”地蔵さんの恋』、2007年4月25日初版発行（4月10日発売[11]）、ISBN 978-4-8402-3806-9
  - 『オオカミさんとマッチ売りじゃないけど不幸な少女』、2007年10月25日初版発行（10月10日発売[12]）、ISBN 978-4-8402-4024-6
  - 『オオカミさんと毒りんごが効かない白雪姫』、2008年2月25日初版発行（2月10日発売[13]）、ISBN 978-4-8402-4160-1
  - 『オオカミさんと長ブーツを履いたアニキな猫』、2008年7月10日初版発行（同日発売[14]）、ISBN 978-4-04-867134-7
  - 『オオカミさんと洗濯中の天女の羽衣』、2009年1月10日初版発行（同日発売[15]）、ISBN 978-4-04-867464-5
  - 『オオカミさんととっても乙女な分福茶釜』、2009年5月10日初版発行（同日発売[16]）、ISBN 978-4-04-867822-3
  - 『オオカミさんとスピンオフ 地蔵さんとちょっと変わった日本恋話』、2009年9月10日初版発行（同日発売[17]）、ISBN 978-4-04-868015-8
  - 『オオカミさんとおかしな家の住人たち』、2010年1月10日初版発行（同日発売[18]）、ISBN 978-4-04-868279-4
  - 『オオカミさんと○人間になりたいピノッキオ』、2010年7月10日初版発行（同日発売[19]）、ISBN 978-4-04-868645-7
  - 『オオカミさんと亮士くんとたくさんの仲間たち』、2011年1月10日初版発行（同日発売[20]）、ISBN 978-4-04-870130-3
  - 『オオカミさんとハッピーエンドのあとのおはなし』、2017年4月8日初版発行（同日発売[21]）、ISBN 978-4-04-869268-7

### 漫画
原作第3巻の『オオカミさんと“傘”地蔵さんの恋』に相当するエピソードまで描かれている。
- 沖田雅（原作）・うなじ（キャラクターデザイン）・珠洲城くるみ（作画） 『オオカミさんと七人の仲間たち』 アスキー・メディアワークス〈電撃文庫〉、全4巻 
  1. 2010年9月27日発売[22]、ISBN 978-4-04-868914-4
  2. 2011年5月27日発売[23]、ISBN 978-4-04-870532-5
  3. 2012年1月27日発売[24]、 ISBN 978-4-04-886281-3
  4. 2012年11月27日発売[25]、ISBN 978-4-04-891192-4

## テレビアニメ
2010年1月にテレビアニメ化が発表され、『オオカミさんと七人の仲間たち』のタイトルで2010年7月から同年9月までAT-Xおよびチバテレビほか独立UHF局にて放送された。ナレーションは新井里美が担当。
第8話では、本作と同じくJ.C.STAFFが制作した電撃文庫の作品である『とらドラ!』から逢坂大河・櫛枝実乃梨・川嶋亜美の3人が、同様に電撃文庫の作品である『とある魔術の禁書目録』のスピンオフ作品『とある科学の超電磁砲』から御坂美琴・白井黒子・初春飾利・佐天涙子の4人がカメオ出演した。

### スタッフ
- 原作 - 沖田雅（『オオカミさんと』シリーズ 電撃文庫/アスキー・メディアワークス刊）[6]
- 原作イラスト - うなじ[6]
- 監督 - 岩崎良明[6]
- シリーズ構成 - 伊藤美智子[6]
- キャラクターデザイン・総作画監督 - 飯塚晴子[6]
- プロップデザイン - 冷水由紀絵[8]
- 美術監督 - 丹伊田輝彦[6]
- 色彩設計 - 石川恭介[8]
- 撮影監督 - 中西智一[8]
- 編集 - 後藤正浩[8]
- 音響監督 - 明田川仁[8]
- 音楽 - 大橋恵[6]
- 音楽プロデューサー - 野崎圭一[27]
- プロデューサー - 新田達弘[27]、高林初[27]、大澤信博[27]
- アニメーション制作プロデューサー - 大橋正夫[27]
- プロデュース - ジェンコ[8]
- アニメーション制作 - J.C.STAFF[6]
- 製作 - オオカミさんと製作委員会（メディアファクトリー、アスキー・メディアワークス、マーベラスエンターテイメント、エー・ティー・エックス、フライングドッグ、ジェンコ）[6]

### 主題歌
オープニングテーマ「Ready Go!」
作詞 - 中嶋ユキノ / 作曲・編曲 - 本間昭光 / 歌 - May'n
※第1話ではエンディングテーマとして使用。第11話では未使用。
エンディングテーマ「赤頭巾ちゃん御用心」
作詞 - 杉山政美 / 作曲 - 都倉俊一 / 編曲 - 深澤秀行 / 歌 - OToGi8
※レイジーの曲のカバー。第1話では未使用。第12話では【i-pop ver.】を使用。

### 各話リスト
| 話数   | サブタイトル                                           | 脚本       | 絵コンテ | 演出       | 作画監督                                                 |
| ------ | ------------------------------------------------------ | ---------- | -------- | ---------- | -------------------------------------------------------- |
| 第1話  | おおかみさんと御伽銀行の仲間たち                       | 伊藤美智子 | 岩崎良明 | 岩崎良明   | 飯塚晴子                                                 |
| 第2話  | うそつきおおかみさんと亮士くん                         | 伊藤美智子 | 鈴木洋平 | 鈴木洋平   | 冨岡寛                                                   |
| 第3話  | おおかみさんうさぎとかめの醜い争いに巻き込まれる       | 伊藤美智子 | 田中宏紀 | 秋田谷典昭 | 田中宏紀                                                 |
| 第4話  | おおかみさんとおつう先輩の恩返し                       | 白根秀樹   | 二瓶勇一 | 河村智之   | 藤井昌宏                                                 |
| 第5話  | おおかみさん桃ちゃん先輩と鬼退治に行く                 | 伊藤美智子 | 須間雅人 | 松澤建一   | 谷口繁則、小林絵実子                                     |
| 第6話  | おおかみさんと赤ずきんちゃん、ついでに亮士くん         | 伊藤美智子 | 鈴木洋平 | 平田豊     | 遠藤大輔、堤谷典子                                       |
| 第7話  | おおかみさん地蔵さんとダブルデートする                 | 伊藤美智子 | 長井龍雪 | 鈴木洋平   | 植田和幸、小渕陽介                                       |
| 第8話  | おおかみさんとねずみの嫁探しとやっぱり豚はこういう扱い | 白根秀樹   | 二瓶勇一 | 河村智之   | 藤井昌宏、森前和也                                       |
| 第9話  | おおかみさんと毒りんごが効かない白雪姫                 | 伊藤美智子 | 青井小夜 | 青井小夜   | 青井小夜、斎藤敦史 新垣一成                              |
| 第10話 | おおかみさんと御伽銀行のすごく長い一日                 | 伊藤美智子 | 大上相馬 | 松澤建一   | 谷口繁則、小林絵実子                                     |
| 第11話 | おおかみさんと羊の毛皮を着た狼                         | 伊藤美智子 | 鈴木洋平 | 鈴木洋平   | 堤谷典子、冨永詠二 冨岡寛、伊藤香織                      |
| 第12話 | おおかみさんとマッチ売りじゃないけど不幸な少女         | 伊藤美智子 | 二瓶勇一 | 岩崎良明   | 小渕陽介、青井小夜 清水祐実、新垣一成 斎藤敦史、斎藤美香 |

### 放送局
| 放送地域 | 放送局     | 放送期間               | 放送日時                     | 放送系列       | 備考                            |
| -------- | ---------- | ---------------------- | ---------------------------- | -------------- | ------------------------------- |
| 日本全域 | AT-X       | 2010年7月1日 - 9月16日 | 木曜 9:00 - 9:30             | CS放送         | 製作委員会参加 リピート放送あり |
| 千葉県   | チバテレビ | 2010年7月5日 - 9月20日 | 月曜 0:30 - 1:00（日曜深夜） | 独立UHF局      |                                 |
| 神奈川県 | tvk        | 2010年7月5日 - 9月20日 | 月曜 1:30 - 2:00（日曜深夜） | 独立UHF局      |                                 |
| 埼玉県   | テレ玉     | 2010年7月6日 - 9月21日 | 火曜 1:00 - 1:30（月曜深夜） | 独立UHF局      |                                 |
| 東京都   | TOKYO MX   | 2010年7月7日 - 9月22日 | 水曜 1:30 - 2:00（火曜深夜） | 独立UHF局      |                                 |
| 愛知県   | テレビ愛知 | 2010年7月7日 - 9月22日 | 水曜 1:58 - 2:28（火曜深夜） | テレビ東京系列 |                                 |
| 兵庫県   | サンテレビ | 2010年7月8日 - 9月23日 | 木曜 2:10 - 2:40（水曜深夜） | 独立UHF局      |                                 |

### DVD / Blu-ray
| 巻    | 収録話        | 発売日         | 規格品番  | 規格品番  |
| 巻    | 収録話        | 発売日         | DVD       | BD        |
| ----- | ------------- | -------------- | --------- | --------- |
| 第1巻 | 第1話 第2話   | 2010年9月22日  | ZMBZ-5721 | ZMXZ-5731 |
| 第2巻 | 第3話 第4話   | 2010年10月22日 | ZMBZ-5722 | ZMXZ-5732 |
| 第3巻 | 第5話 第6話   | 2010年11月25日 | ZMBZ-5723 | ZMXZ-5733 |
| 第4巻 | 第7話 第8話   | 2010年12月22日 | ZMBZ-5724 | ZMXZ-5734 |
| 第5巻 | 第9話 第10話  | 2011年1月26日  | ZMBZ-5725 | ZMXZ-5735 |
| 第6巻 | 第11話 第12話 | 2011年2月23日  | ZMBZ-5726 | ZMXZ-5736 |

### CD
- おとぎドラマ・オオカミさんと七人の仲間たち「おおかみさんとおむすびころりん対決」（2010年10月6日、VTCL-60229）
  - 文化祭での出来事を描いたドラマCD。
- オオカミさんと七人の仲間たち キャラクターソングアルバム オトギソングス BEST10（2010年10月6日、VTCL-60228）
  - 主要キャストによるカバーソングアルバム。原曲はリンク先を参照。

  1. 狼なんか怖くない
    - 歌：赤井林檎（CV：伊藤かな恵）

  2. ミニモニ。ジャンケンぴょん!
    - 歌：宇佐見美々（CV：釘宮理恵）

  3. ルージュの伝言
    - 歌：マジョーリカ・ル・フェイ（CV：こやまきみこ）

  4. 愛は勝つ
    - 歌：浦島太郎（CV：浅沼晋太郎）

  5. まちぶせ
    - 歌：竜宮乙姫（CV：豊崎愛生）

  6. ありがとう
    - 歌：桐木アリス（CV：堀江由衣）

  7. 明日があるさ
    - 歌：桐木リスト（CV：野島裕史）

  8. 翼をください
    - 歌：鶴ヶ谷おつう（CV：川澄綾子）

  9. それが大事
    - 歌：森野亮士（CV：入野自由）

  10. 赤頭巾ちゃん御用心
    - 歌：大神涼子（CV：伊藤静）
- オオカミさんと七人の仲間たち オリジナルサウンドトラック「音戯箱」（2010年9月22日、VTCL-60227）

## モバイル
- 2010年7月07日より電撃モバイルにて原作版ケータイメニューが配信。2011年5月23日より電撃モバイル For Androidにてアニメ版スライドパズルが配信。
- 2010年9月10日よりゲーマーズモバイル・アニメ&ゲームきせかえにてアニメ版ケータイメニューが配信。
- 2010年よりメディモ（メディファク★モバイル）にてアニメ動画・アニメ版メルマガ・着うた・待ち受け・flashゲームが配信。